# Mediatore
Un mediatore, in diritto e in economia, è il soggetto che opera nei confronti di due o più parti, in condizione di assoluta imparzialità e terzietà rispetto a esse, affinché per effetto della sua interposizione neutrale, appunto detta mediazione, raggiungano un accordo, che può essere di varia natura, o superino un contrasto tra di esse. In contesto legale, si parla di mediazione civile ed essa è uno dei quattro tipi principali di alternative dispute resolution.

## Storia
Le molte qualificazioni attribuite nel corso del tempo al mediatore testimoniano la presenza di queste figure già nell'antichità e la pluralità di accezioni riconosciute dell'interposizione. Solo per restare a quelle in uso nel mondo latino, fu chiamato internuncius, intercessor, philantropus, interpres, interpolator, conciliator, interlocutor, proxeneta, medius, mediator.
Da queste formulazioni l'attività si evolse attraverso la specializzazione di altre figure, come ad esempio quella medievale del tractator (nell'istituto della commenda, soprattutto in ambito mercantile marittimo), o quella del commissionario (verosimilmente nato nel medioevo e sviluppatosi nel XVI secolo, dando vita allo star del credere). Con la rivoluzione industriale, con il facilitato contatto diretto con il consumatore e il decrescente valore della scelta approvvigionativa di quest'ultimo, le giovani industrie svilupparono in proprio forme sostanzialmente antesignane dei concetti di rete distributiva o di rappresentanza, come procuratori e i piazzisti, indirizzandosi poi verso i rapporti d'agenzia. I mediatori restarono, e tuttora sono, sui mercati in cui meno squilibrato era il rapporto fra le parti e più centrale ed effettivo restava quindi il valore dell'interposizione.

## Descrizione
Si tratta quindi di un particolare tipo di intermediario la cui caratteristica fondante è la completa neutralità, imparzialità e distinzione della sua figura da quelle delle parti in causa. 
Mentre alla mediazione commerciale, o meglio "mediazione di affari", si sono in epoche recenti affiancate a livello normativo anche altre tipologie di mediazione come la mediazione familiare e quella di conciliazione, il termine "mediatore" individua primariamente il soggetto che nella definizione giuridica italiana è l'agente d'affari in mediazione. Laddove la materia sulla quale le parti sono condotte a raggiungere un accordo sia la risoluzione di una controversia in essere, si parla di "soluzione alternativa delle controversie", locuzione mutuata dalla sua versione in lingua inglese, poiché nei sistemi di common law questo genere di attività è veduto come "alternativo" rispetto a una più tradizionale via giudiziaria. Nei sistemi di diritto latino, in cui la mediazione ha naturaliter anche questa funzione poiché sempre di valori economici si negozia, la denominazione "americaneggiante" è in crescente diffusione, aumentando al contempo la diffusione delle pratiche conciliative di natura non mercantile, ruolo che presenta analogie con quello dell'arbitrato; per la soluzione di controversie civili si chiama mediazione civile. 
In quanto esperto di negoziazione (in particolare per quanto attiene agli aspetti psicologici e all'analisi transazionale), è gergalmente detto mediatore anche l'operatore di polizia che intrattiene i rapporti classicamente con sequestratori o altri soggetti dai quali si deve ottenere lo sblocco di situazioni eccezionali con il minor danno.

## Settori specialistici
- Mediatore commerciale[1]:
  - Mediatore di immobili (agente immobiliare)
  - Mediatore di aziende
  - Mediatore di mutui e finanziamenti (mediatore creditizio)
  - Mediatore di cereali[6]
  - Mediatore di caffè[7]
  - Mediatore di oli[8]
  - Mediatore di pelli grezze[9]
  - Mediatore di legnami
  - Mediatore di autoveicoli
  - Mediatore di imbarcazioni da diporto
  - Mediatore di assicurazioni (broker assicurativo e broker propriamente detto)
  - Mediatore marittimo (shipbroker)

- Altri mediatori:

- - Mediatore culturale
  - Mediatore familiare
  - Mediatore della Repubblica (figura simile al difensore civico)
    - Mediatore della Repubblica - figura giuridica francese

## Nel mondo

### Italia
Il mediatore nel diritto italiano è colui che mette in relazione due o più parti per la conclusione di un affare, senza essere legato ad alcuna di esse da rapporti di collaborazione, di dipendenza o di rappresentanza.